# Союз українських приватних урядників Галичини
Союз українських приватних урядників Галичини, скорочено СУПРУГА — професійна організація українських приватних службовців у Галичині, заснована 1914 року у Львові.

## Історія
Мала 13 філій і 1 187 членів (1939) та однойменний банк «Супруга», який серед інших фінансував створену 1932 приватними службовцями кооперативу «Суспільний Промисл» (провадила фабрику сурогатів кави).
Орган Союзу українських приватних урядників Галичини — місячник «Службовик» (з 1920).
Останнім головою Союзу був Л. Ясінчук. Після радянської окупації 1939 Союз українських приватних урядників Галичини ліквідовано.